# 兰念瑛
兰念瑛（1958年10月—），浙江建德人，畲族，中共党员，中华人民共和国政治人物。

## 生平
现任资溪县乌石镇新月畲族村党支部书记。2008年起担任全国人大代表。2013年，担任全国人大代表。2018年2月24日，当选为第十三届全国人大代表。
因在脱贫攻坚战中作出突出贡献，2021年2月25日全国脱贫攻坚总结表彰大会上，兰念瑛被授予“全国脱贫攻坚先进个人”。